# موم‌لو
موم‌لو (به لاتین: Mumlu) یک منطقه مسکونی در جمهوری آذربایجان است که در شهرستان شابران واقع شده‌است.